# Kemigram
Kemigram je slika stvorena učinkom kemikalija na fotoosjetljivom papiru. Pojam kemigram skovao je 1950-ih belgijski umjetnik Pierre Cordier.

## Povijest
Johann Schulze smatra se prvim koji je dobio sliku nalik kemigramu; 1725. godine izradio je takvo djelo koristeći neprozirni papir i bočicu srebrnih soli. Hippolyte Bayard izradio je još jednu sliku sličnu kemigramu tijekom testova senzibilizacije koje je proveo 1839. godine. U 1930-ima i 1940-ima, Nijemac Edmund Kesting i Francuz Maurice Tabard izradili su slike slikanjem razvijačem i fiksirom na fotografskom papiru. Međutim, belgijski umjetnik Pierre Cordier najzaslužniji je za razvoj i istraživanje kemigrama. Od svojih ranih dana, 1956. godine, bio je jedan od rijetkih praktičara te je pridonio njegovom razvoju proširivanjem tehničkih i estetskih mogućnosti. Naziv chimigramme na francuskom jeziku usvojio je 1958., što je danas najšire prihvaćena oznaka. Godine 1974. Josef H. Neumann unaprijedio je proces u svojim kemogramima ugradnjom optičkih elemenata prije nanošenja kemikalija.
Od hrvatskih umjetnika kemigrame je radio Željko Jerman.